# Veliševac
Veliševac (srbsky Велишевац) je vesnice v západní části Srbska, administrativně spadající pod opštinu Ljig v Kolubarském okruhu. Vesnice se nachází západně od města Ljigu, nedaleko lázní Vrujci. V roce 2011 zde žilo 343 obyvatel.
Název vesnice je od křestního jména Veliša.
Z národnostního hlediska je obyvatelstvo v drtivé většině srbské národnosti.
Rozvíjí se zde agroturistika/venkovská turistika.